# Maria Bethânia (album)
Maria Bethânia è il primo eponimo album in studio della cantante brasiliana Maria Bethânia, pubblicato nel 1965.

## Tracce
1. De manhã
2. Só eu sei
3. Pombo correio
4. No carnaval
5. Nunca mais
6. Sol negro (feat. Gal Costa)
7. Missa agrária/Carcará
8. Anda Luzia
9. Feitio de oração
10. Feiticeira
11. O X do problema
12. Mora na filosofia